# Рётен (река)
Рётен (нем. Röthen, во Франконии Röden) — река в Германии, протекает по землям Тюрингия и Бавария. Левый приток Ица. Речной индекс 24162. Площадь бассейна составляет 78,97 км². Длина реки 26,16 (из них в Баварии 11,42) км. Высота истока 630 м. Высота устья 305 м.

## Название
В верховье, в Тюрингии река носит название Рётен, в Баварии река называется Röden.